# 1954 no cinema

## Principais filmes estreados
- 20000 Leagues Under the Sea, de Richard Fleischer, com Kirk Douglas, James Mason e Peter Lorre
- L'air de Paris, de Marcel Carné, com Jean Gabin
- Bangiku, de Mikio Naruse
- The Barefoot Contessa, de Joseph L. Mankiewicz, com Humphrey Bogart, Ava Gardner e Edmond O'Brien
- The Bridges at Toko-Ri, de Mark Robson, com William Holden, Grace Kelly, Fredric March e Mickey Rooney
- Brigadoon, de Vincente Minnelli, com Gene Kelly, Van Johnson e Cyd Charisse
- Broken Lance, de Edward Dmytryk, com Spencer Tracy, Robert Wagner, Jean Peters e Katy Jurado
- The Caine Mutiny, de Edward Dmytryk, com Humphrey Bogart, José Ferrer e Van Johnson
- Chikamatsu monogatari, de Kenji Mizoguchi
- The Country Girl, de George Seaton, com Bing Crosby, Gene Kelly e William Holden
- Creature from the Black Lagoon, de Jack Arnold
- Dial M for Murder, de Alfred Hitchcock, com Ray Milland, Grace Kelly e Robert Cummings
- The Egyptian, de Michael Curtiz, com Jean Simmons, Victor Mature, Gene Tierney e Peter Ustinov
- Executive Suite, de Robert Wise, com William Holden, June Allyson, Barbara Stanwyck, Fredric March e Shelley Winters
- Floradas na Serra, de Luciano Salce, com Cacilda Becker, Jardel Filho e Ilka Soares
- French Cancan, de Jean Renoir, com Jean Gabin
- The Glenn Miller Story, de Anthony Mann, com James Stewart e June Allyson
- Gojira, filme japonês com Godzilla e que talvez tenha inaugurado o gênero tokusatsu
- Hobson's Choice, de David Lean, com Charles Laughton e John Mills
- Human Desire, de Fritz Lang, com Glenn Ford e Gloria Grahame
- It Should Happen to You, de George Cukor, com Judy Holliday, Peter Lawford e Jack Lemmon
- Johnny Guitar, de Nicholas Ray, com Joan Crawford, Sterling Hayden, Mercedes McCambridge e Ernest Borgnine
- The Last Time I Saw Paris, de Richard Brooks, com Elizabeth Taylor, Van Johnson e Roger Moore
- En lektion i kärlek, de Ingmar Bergman, com Eva Dahlbeck, Gunnar Björnstrand e Harriet Andersson
- Magnificent Obsession (1954), de Douglas Sirk, com Jane Wyman e Rock Hudson
- Miyamoto Musashi, de Hiroshi Inagaki, com Toshirô Mifune
- On the Waterfront, de Elia Kazan, com Marlon Brando, Karl Malden e Rod Steiger
- L'oro di Napoli, de Vittorio De Sica, com Silvana Mangano, Sophia Loren e Totò
- Peccato che sia una canaglia, de Alessandro Blasetti, com Vittorio De Sica, Sophia Loren e Marcello Mastroianni
- Rear Window, de Alfred Hitchcock, com James Stewart, Grace Kelly e Thelma Ritter
- River of No Return, de Otto Preminger, com Robert Mitchum e Marilyn Monroe
- Le rouge et le noir, de Claude Autant-Lara, com Gérard Philipe e Danielle Darrieux
- Sabrina, de Billy Wilder, com Humphrey Bogart, Audrey Hepburn e William Holden
- Salt of the Earth, de Herbert J. Biberman, com Will Geer
- Sanshô dayû, de Kenji Mizoguchi
- Senso, de Luchino Visconti, com Alida Valli e Farley Granger
- Seven Brides for Seven Brothers, de Stanley Donen
- Shichinin no samurai, de Akira Kurosawa, com Toshirô Mifune
- A Star Is Born (1954), de George Cukor, com Judy Garland e James Mason
- La strada, de Federico Fellini, com Anthony Quinn, Giulietta Masina e Richard Basehart
- Touchez pas au grisbi, de Jacques Becker, com Jean Gabin
- Vera Cruz, de Robert Aldrich, com Gary Cooper, Burt Lancaster, Cesar Romero, Sara Montiel, Ernest Borgnine e Charles Bronson
- Viaggio in Italia, de Roberto Rossellini, com Ingrid Bergman e George Sanders
- White Christmas, de Michael Curtiz, com Bing Crosby e Danny Kaye
- Yama no oto, de Mikio Naruse

## Nascimentos
| Data            | Nome                | Profissão                             | Nacionalidade     | Observações | Ref   |
| --------------- | ------------------- | ------------------------------------- | ----------------- | ----------- | ----- |
| 6 de janeiro    | Anthony Minghella   | cineasta                              | Reino Unido       | m. 2008     |       |
| 29 de janeiro   | Oprah Winfrey       | atriz, apresentadora e escritora      | Estados Unidos    |             |       |
| 17 de fevereiro | Rene Russo          | atriz                                 | Estados Unidos    |             |       |
| 18 de fevereiro | John Travolta       | ator, cantor e dançarino              | Estados Unidos    |             |       |
| 28 de fevereiro | Tino Navarro        | produtor, actor, e argumentista       | Portugal          |             | [ 1 ] |
| 1 de março      | Ron Howard          | ator e realizador                     | Estados Unidos    |             |       |
| 4 de março      | Catherine O'Hara    | atriz                                 | Canadá            |             |       |
| 24 de março     | Robert Carradine    | ator                                  | Estados Unidos    |             |       |
| 30 de março     | Rosi Campos         | atriz                                 | Brasil            |             |       |
| 4 de abril      | Mary-Margaret Humes | atriz                                 | Estados Unidos    |             |       |
| 7 de abril      | Jackie Chan         | ator, produtor, roteirista e diretor  | Hong Kong / China |             |       |
| 9 de abril      | Dennis Quaid        | ator                                  | Estados Unidos    |             |       |
| 16 de abril     | Ellen Barkin        | atriz                                 | Estados Unidos    |             |       |
| 17 de abril     | Louise Cardoso      | atriz                                 | Brasil            |             |       |
| 23 de abril     | Michael Moore       | realizador, documentarista e escritor | Estados Unidos    |             |       |
| 30 de abril     | Jane Campion        | realizadora                           | Nova Zelândia     |             |       |
| 8 de maio       | David Keith         | ator                                  | Estados Unidos    |             |       |
| 13 de junho     | Rita Cadillac       | dançarina                             | Brasil            |             |       |
| 15 de junho     | James Belushi       | ator                                  | Estados Unidos    |             |       |
| 19 de junho     | Kathleen Turner     | atriz                                 | Estados Unidos    |             |       |
| 28 de junho     | Daniel Dantas       | ator                                  | Brasil            |             |       |
| 10 de julho     | Lim Kay Tong        | ator, apresentador e jornalista       | Singapura         |             |       |
| 16 de agosto    | James Cameron       | realizador                            | Canadá            |             |       |
| 5 de outubro    | João Lagarto        | ator e encenador                      | Portugal          |             |       |
| 23 de outubro   | Ang Lee             | realizador                            | Taipé Chinesa     |             |       |
| 23 de novembro  | Elizabeth Savalla   | atriz                                 | Brasil            |             |       |
| 24 de novembro  | Emir Kusturica      | realizador                            | Sérvia            |             |       |
| 29 de novembro  | Joel Coen           | realizador                            | Estados Unidos    |             |       |
| 6 de dezembro   | António Feio        | ator e encenador                      | Portugal          | m. 2010     |       |
| 11 de dezembro  | Elizângela          | atriz                                 | Brasil            |             |       |
| 18 de dezembro  | Ray Liotta          | ator                                  | Estados Unidos    |             |       |
| 28 de dezembro  | Denzel Washington   | ator                                  | Estados Unidos    |             |       |

## Mortes
| Data            | Nome             | Profissão          | Nacionalidade   | Observações | Ref |
| --------------- | ---------------- | ------------------ | --------------- | ----------- | --- |
| 12 de fevereiro | Dziga Vertov     | cineasta           | União Soviética | n. 1896     |     |
| 10 de abril     | Auguste Lumière  | pioneiro do cinema | França          | n. 1862     |     |
| 15 de novembro  | Lionel Barrymore | ator               | Estados Unidos  | n. 1878     |     |